# Стойкович, Страхиня
Страхиня Стойкович (серб. Страхиња Стојковић; родился 8 марта 2007, Белград, Сербия) — сербский футболист, правый защитник французского клуба «Сент-Этьен».

## Клубная карьера
Воспитанник «Црвены звезды», зимой 2025 года Стойкович стал игроком основной команды клуба. 2 февраля 2025 года впервые попал в заявку «красно-белых» на матч Суперлиги против ТСЦ, однако на поле не появился. 2 марта 2025 года вышел на замену в матче чемпионата Сербии против ИМТ, дебютировав за «Црвену звезду».

## Карьера в сборной
Выступал за сборные Сербии до 15, до 16 и до 19 лет.